# Guim Tió Zarraluki
Guim Tió Zarraluki (Barcelona, 21 de març de 1987), més conegut com a Guim Tió, és un pintor català. Les seves obres exploren la condició humana i el paisatge, tractant temes com la soledat, el pas del temps o l'oblit amb humor, ironia i provocació.
Des de petit va tenir un fort vincle amb el món de la pintura, ja que tenia dos avis pintors. Va estudiar Belles Arts a la Universitat de Barcelona, fet que al principi li va ser molt costós i va estar a punt d'abandonar. Més endavant, gràcies a un professor de la carrera va poder desenvolupar un llenguatge propi i va començar a relacionar-se amb il·lustradors del moment i altres artistes. Les seves primeres exposicions van ser a les mostres d'art jove Stripart (2008, 2009) i el concurs de pintura i fotografia Art < 30 l'any 2010.
Les seves seves obres han sigut exposades a Catalunya (Piramidón, Alzueta Gallery, Casa Capella, Sala Parés) i diversos països arreu del món, com Itàlia, Xina, Taiwan, Corea del Sud, Mèxic, Marroc, Austràlia, Canadà o els Estats Units.
Entre els seus referents artístics s'hi troben Mamma Andersson, Jockum Nordström, Milton Avery, Guillermo Paz, Marc Badia, Regina Giménez, Peter Doig, Luc Tuymans, Daniel Richter, Marlene Dumas, David Hockney Jan Monclús, Francesc Ruiz Abad, Greg Burak, Lenz Geerk, Peter Shear, Alex Marco, Maja Ruznic o Kim Dorland.
És cofundador, juntament amb Raimon Guirado, de l'editorial barcelonina Noom Books, que té per objectiu difondre l'obra d'artistes visuals contemporanis emergents o poc coneguts.